# Nerine platypetala
Nerine platypetala là một loài thực vật có hoa trong họ Amaryllidaceae. Loài này được McNeil mô tả khoa học đầu tiên năm 1971.